# Endromis fenestrella
Endromis fenestrella är en fjärilsart som beskrevs av Wize 1936. Endromis fenestrella ingår i släktet Endromis och familjen skäckspinnare. Inga underarter finns listade i Catalogue of Life.